# زیگموند ون ارلاچ

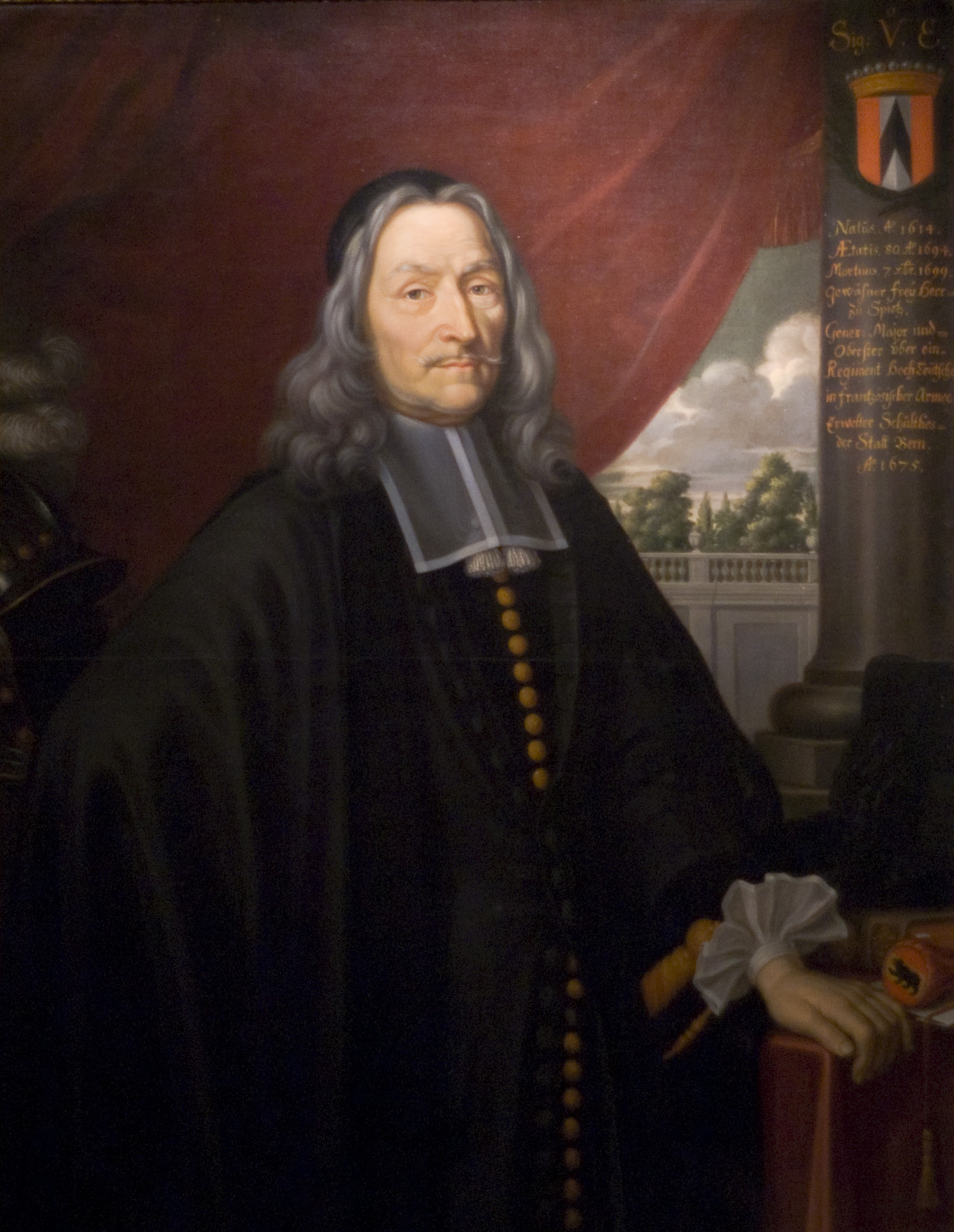
زیگموند ون ارلاچ یک شولتایس زاده شده در سال، ۱۶۹۴

زیگموند ون ارلاچ (زاده ۳ اکتبر ۱۶۱۴ – وفات ۷ دسامبر ۱۶۹۹) یک فرمانده ارتش سوئیسی و یک مسئول سیاسی شهر برن بود.

## زندگی‌نامه
وی در خانواده ون ارلاچ که یکی از خانواده‌های سطح بالا شهر برن محسوب می‌شود به دنیا آمد. ون ارلاچ در ابتدا کار نظامی را به عنوان یک فرمانده مزدور انجام می‌داد. در ابتدای فعالیت نظامی در خدمت برنارد ساکس ویمار فعالیت می‌کرد و بعداً در فرانسه. در ۱۶۴۵ به شهر برن بازگشت. بعد به مدت هفت سال به عضویت شورای عالی کانتون درآمد. یک عضوی از شورای کانتون (کلاینر رات).
زیگموند ون ارلاچ به نیروهای برنزی در جنگ دهقانان سوئیسی در سال ۱۶۵۳، دستور داد که شورش مردمان روستایی را با زور سرکوب و سرنگون کند. همچنین او فرماندهی نیروهای برن در جنگ اول ویلمرگن که یک جنگ داخلی با انگیزه‌های مذهبی در کنفدراسیون قدیمی سوئیس بود را بر عهده داشت که تشکل‌های مذهب پروستات را از دست دادند. اگر چه به دلیل عدم موفقیت در این جنگ داخلی مورد انتقادات شدید قرار گرفت اما وی فعالیت‌های سیاسی خود را در برن ادامه داد؛ که اوج دوران سیاسی در سال ۱۶۷۵ بود که به سمت شولتایس دست یافت. (مایور)